# توماس هنتر لوي
توماس هنتر لوي (بالإنجليزية: Thomas Hunter Lowe)‏ هو قاضي ومحامي أمريكي، ولد في 8 يناير 1928، وتوفي في 13 يونيو 1984.